# Бенфіка (Уамбо)
Спорт Уамбо е Бенфіка або просто Бенфіка (Уамбо) (порт. Sport Huambo e Benfica) — професіональний ангольський футбольний клуб з міста Уамбо, з однойменної провінції. Домашні матчі клуб проводить на «Ештадіу даш Касільяш» в Уамбо.

## Історія та сьогодення клубу
Клуб був заснований під назвою «Спорт Нова Лісабон е Бенфіка» 29 вересня 1931 року, як закордонний філіал португальського клубу Бенфіка (Лісабон) (порт: Sport Lisboa e Benfica) в Уамбо (колишня португальська географічна назва якого — «Новий Лісабон»), а тому використовує одні й ті ж кольори, що й клуб Бенфіка (Лісабон). Їх герб також дуже подібний до своїх португальських одноклубників.
В 1972 році клуб став чемпіоном країни. Після здобуття незалежності Анголи від Португалії в 1975 році та за часів правління нового антиколоніального соціалістичного уряду клуб отримав назву «Ештрела Вермелья ду Уамбу» (укр.: Червона Зірка Уамбо). Пізніше, він був перейменований в «Мамброа», але після сезону 1989 року він повернувя до своєї початкової назви. «Мамброа» як назва збереглася та використовується на додаток до офіційної назви.
Після декількох сезонів в 1980-х роках в Гіраболі, найвищій лізі Анголи, клуб грав останнього разу у вищому дивізіоні в сезоні 1997 року, після чого опустився до другого дивізіону.
Під час економічного буму після завершення громадянської війни в Анголі (1975—2002) «Бенфіка» (Уамбо) також поліпшив і розбудував свої об'єкти. Тому в 2006 році він почав використовувати ще одне футбольне поле та спортивний зал багатоцільового призначення (pavilhão gimno-desportivo), крім того клуб володіє готелем «Руакана». Очікування, що клуб зможе повернутися на найвищий рівень загальнонаціонального чемпіонату, однак, до сих пір не виправдалися. Клуб і надалі продовжує свою політику для досягнення поставлених завдань, але як і раніше, на шляху до своєї мети важливим фактором знову мое стати ситуація в державі та регіоні зокрема (станом на 2014 рік).

## Стадіон
Клуб є власником стадіону «Ештадіу даш Касільяш» на 15 000 місць. В даний час стадіон знаходиться в зруйнованому стані, в очікуванні державного фінансування для будівництва нового стадіону на тому ж місці, з місткістю 15000 сидінь.

## Досягнення
- Гіра Ангола (Серія Б):
  -  Срібний призер (1): 2005
  -  Бронзовий призер (3): 2006, 2010, 2011

- Чемпіонат Анголи:
  -  Чемпіон (1): 1972

- Гірабола:
  -  Срібний призер (1): 1986
  -  Бронзовий призер (3): 1982, 1985, 1988

## Статистика виступів у національних чемпіонатах
| 2005 Серія B | 2006 Серія B | 2008 Серія B | 2009 Серія B | 2010 Серія B | 2011 Серія B | 2012 Серія B |
|              |              |              |              |              |              |              |
| 2-ге         |              |              |              |              |              |              |
|              | 3-тє         |              |              | 3-тє         | 3-тє         |              |
|              |              | 4-те         |              |              |              |              |
|              |              |              | 5-те         |              |              |              |
|              |              |              |              |              |              |              |
|              |              |              |              |              |              |              |
|              |              |              |              |              |              |              |
|              |              |              |              |              |              | 9-те         |
|              |              |              |              |              |              |              |
|              |              |              |              |              |              |              |

| 1982 – | 1985 – | 1986 – | 1988 – | 1997 – |
|        |        |        |        |        |
|        |        | 2-ге   |        |        |
| 3-тє   | 3-тє   |        | 3-тє   |        |
|        |        |        |        |        |
|        |        |        |        |        |
|        |        |        |        |        |
|        |        |        |        |        |
|        |        |        |        |        |
|        |        |        |        |        |
|        |        |        |        |        |
|        |        |        |        |        |
|        |        |        |        |        |
|        |        |        |        |        |
|        |        |        |        | Ч      |

## Відомі тренери
| Зе ду Пау                      | (1997)          | - |                 |
| Наполеау Брандау               | (лютий 2005)    | - |                 |
| Антоніу да Анунсіасау Домінгуш | (липень 2007)   | - | (вересень 2008) |
| Хелдер Тейшейра                | (лютий 2009)    | - | (жовтень 2009)  |
| Антоніу Кальдаш                | (листопад 2009) | - | (листопад 2010) |
| Альберту Кардеау               | (лютий 2011)    | - |                 |
| Гораціу Лібенже                | (2012)          | - |                 |